# Sandy Island (Grenada)
Sandy Island (französisch Ile Haut) ist eine zu Grenada gehörende Insel der Kleinen Antillen in der Karibik.

## Geographie
Die Insel liegt vor der Nordostküste von Saint Patrick. Sie gehört zu der Reihe von Sugarloaf, Green Island und Bird Island (Grenada), die mit dem Bedford Point (Pointe de Levera) im Nordosten von Grenada beginnt. Sie erhebt sich auf ca. 36 m. im Gegensatz zu den anderen inselchen verfügt sie nach Westen auf Grenada zu über größere Flachwassergebiete.